# Пратолунго (Ријети)
Пратолунго је насеље у Италији у округу Ријети, региону Лацио.
Према процени из 2011. у насељу је живело 54 становника. Насеље се налази на надморској висини од 377 м.